# فرودگاه نظامی رابینسون
فرودگاه نظامی رابینسون (به انگلیسی: Robinson Army Airfield) یک فرودگاه نظامی است که یک باند فرود آسفالت دارد و طول باند آن ۱۵۲۴ متر است. این فرودگاه در کشور ایالات متحده آمریکا قرار دارد و در ارتفاع ۱۷۹ متری از سطح دریا واقع شده است.